# Parc national de Zalissia
Le parc national de Zalissia (en ukrainien : Національний природний парк «Залісся») est un parc national situé dans l’oblast de Kiev en Ukraine. D'une taille de 148 360 hectares, il se situe à vingt kilomètres de Kiev au bord de la rivière Desna. Le parc a été créé en 11 décembre 2009 par décret présidentiel pour protéger la faune et la flore de la forêt.

## Géographie
Le parc fait partie de l'écorégion des forêts mixtes d'Europe centrale. Les pins sont les plus communs, couvrant 85 % de la superficie forestière. Les chênes couvrent 7 %, les aulnes 5 % et les autres espèces 3 %. On estime que 1 700 hectares de forêt de pins ont plus de 100 ans. Les méandres de la rivière Desna serpentent à l'ouest du parc, qui s'étend sur 100 km d'est en ouest et 20 km du nord au sud. Le parc est accessible aux activités récréatives.

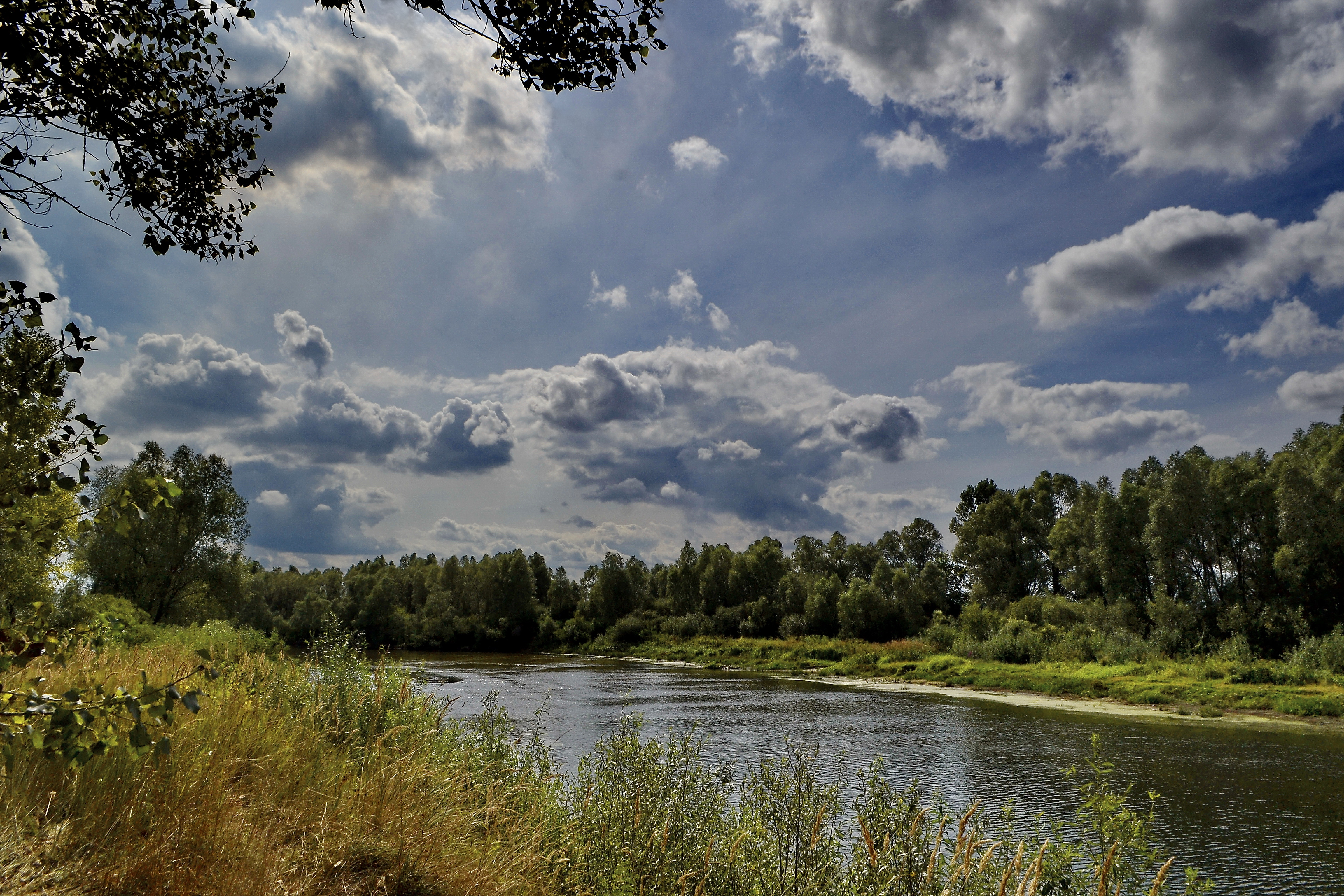
Foret.
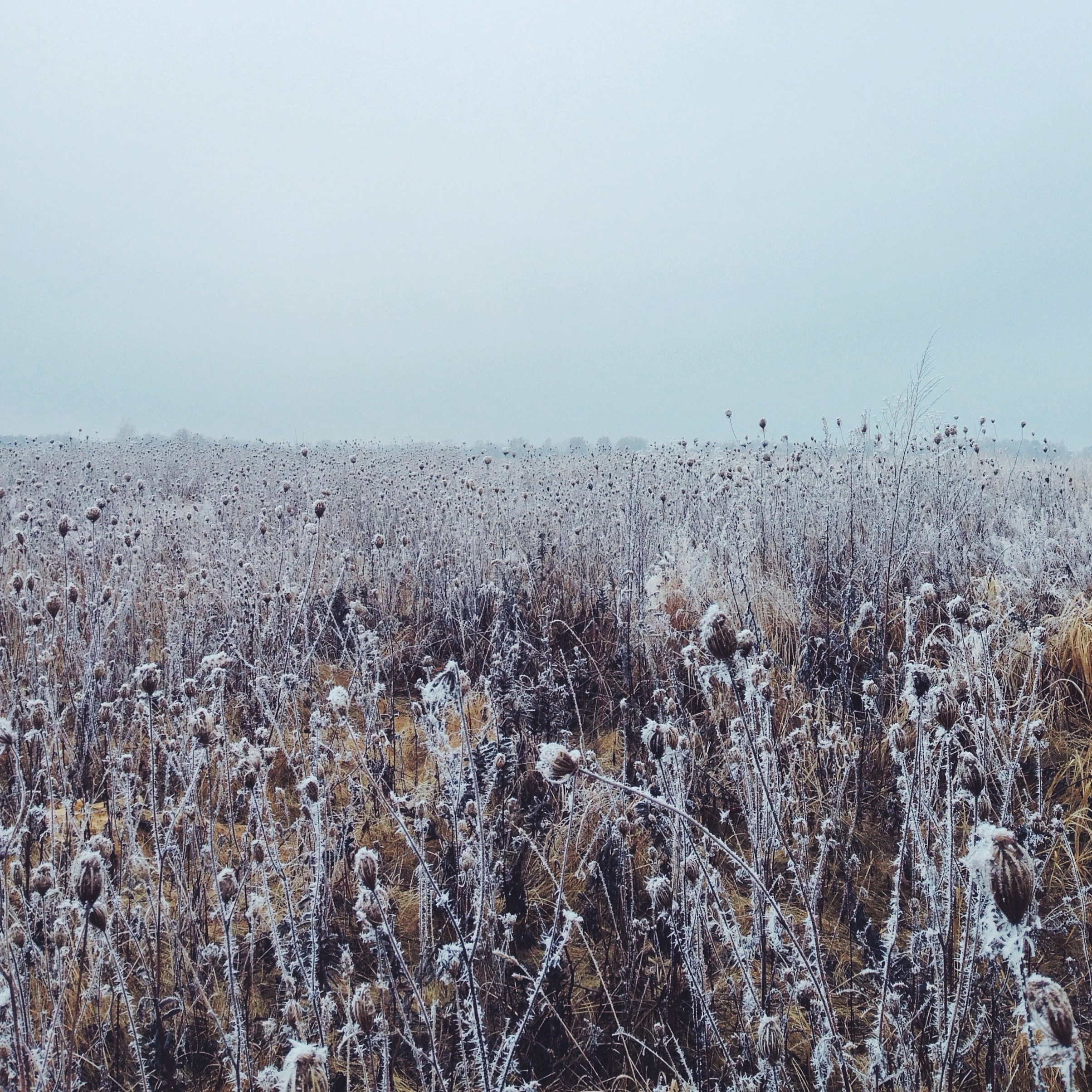
Prairie.
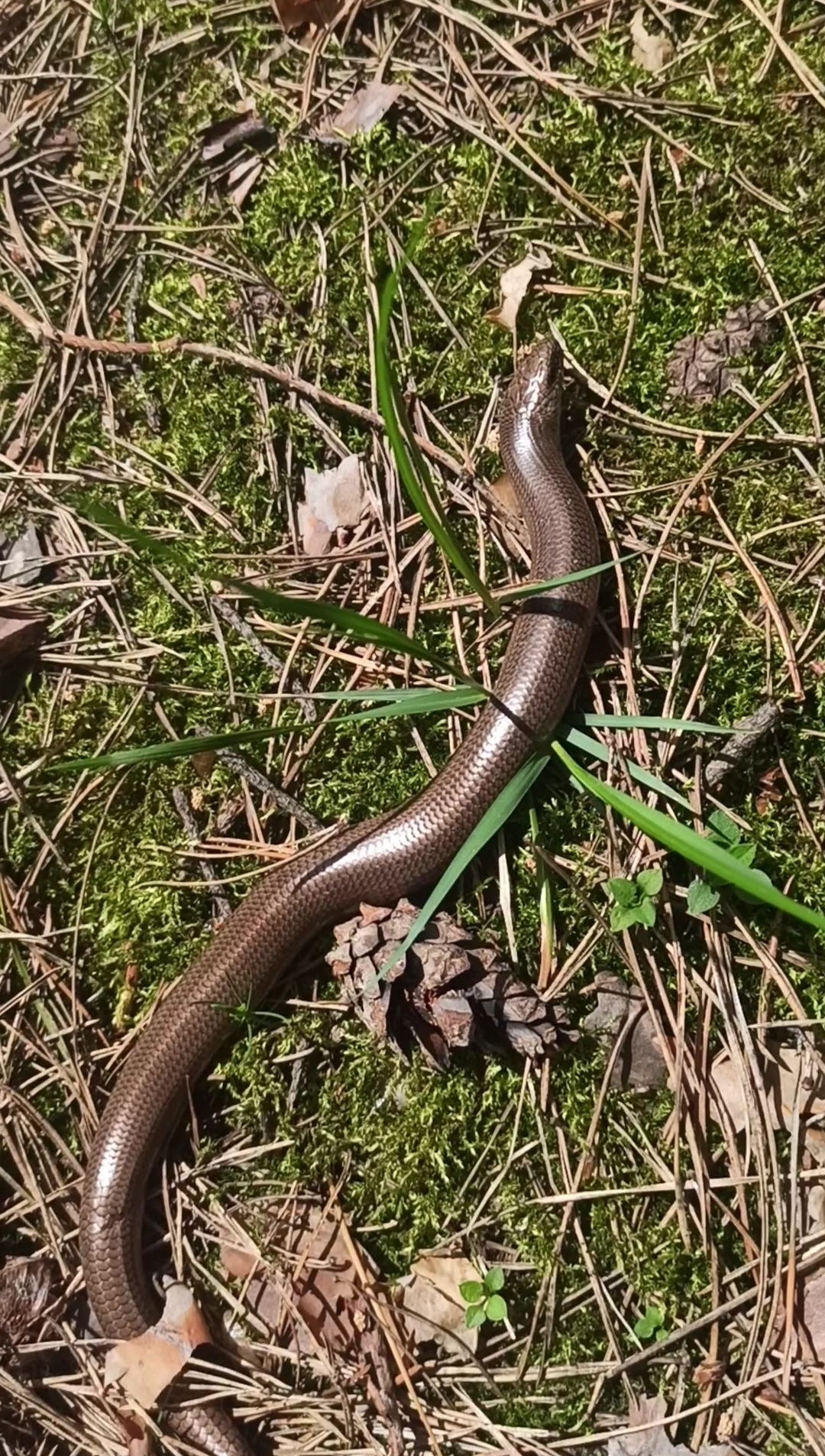
Faune,
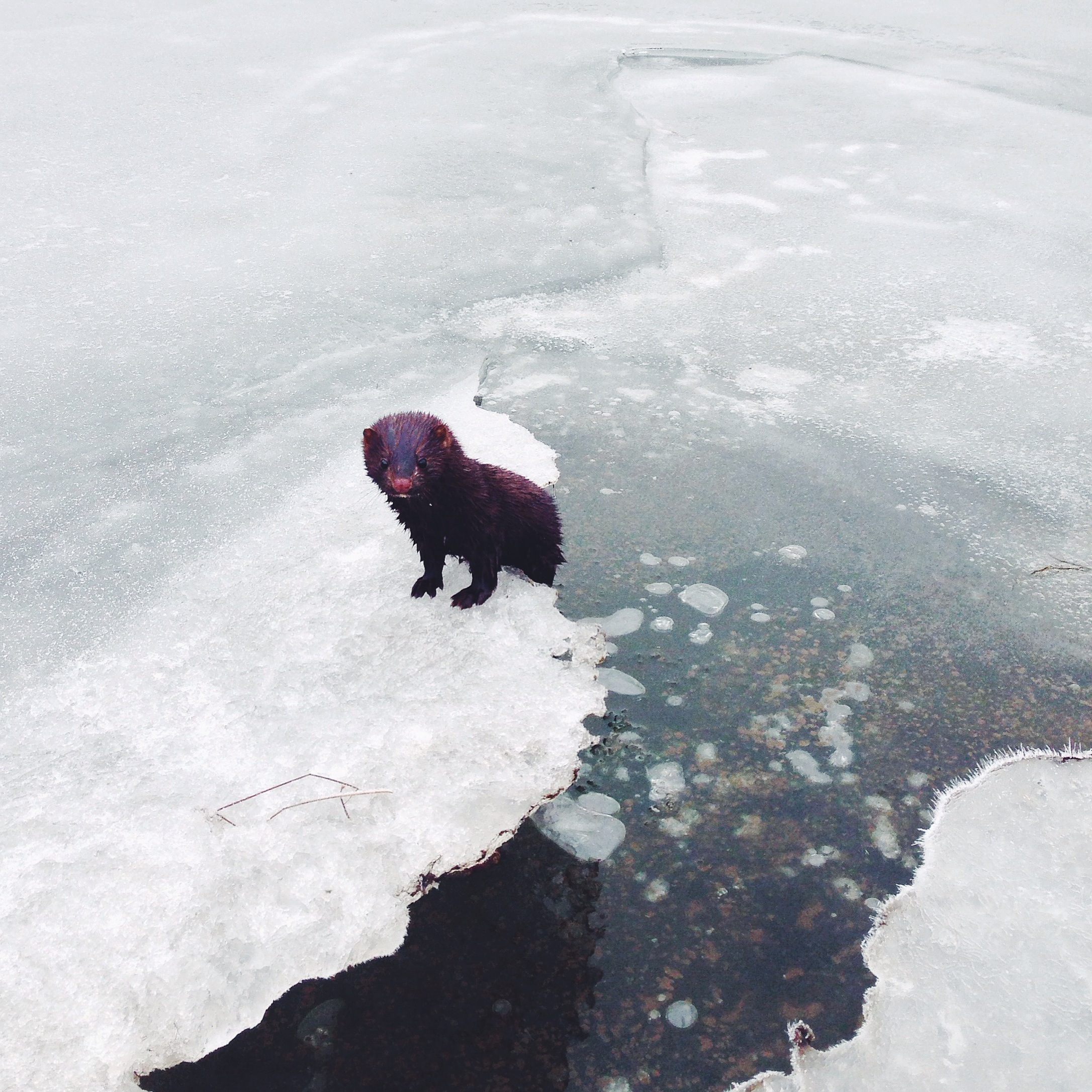
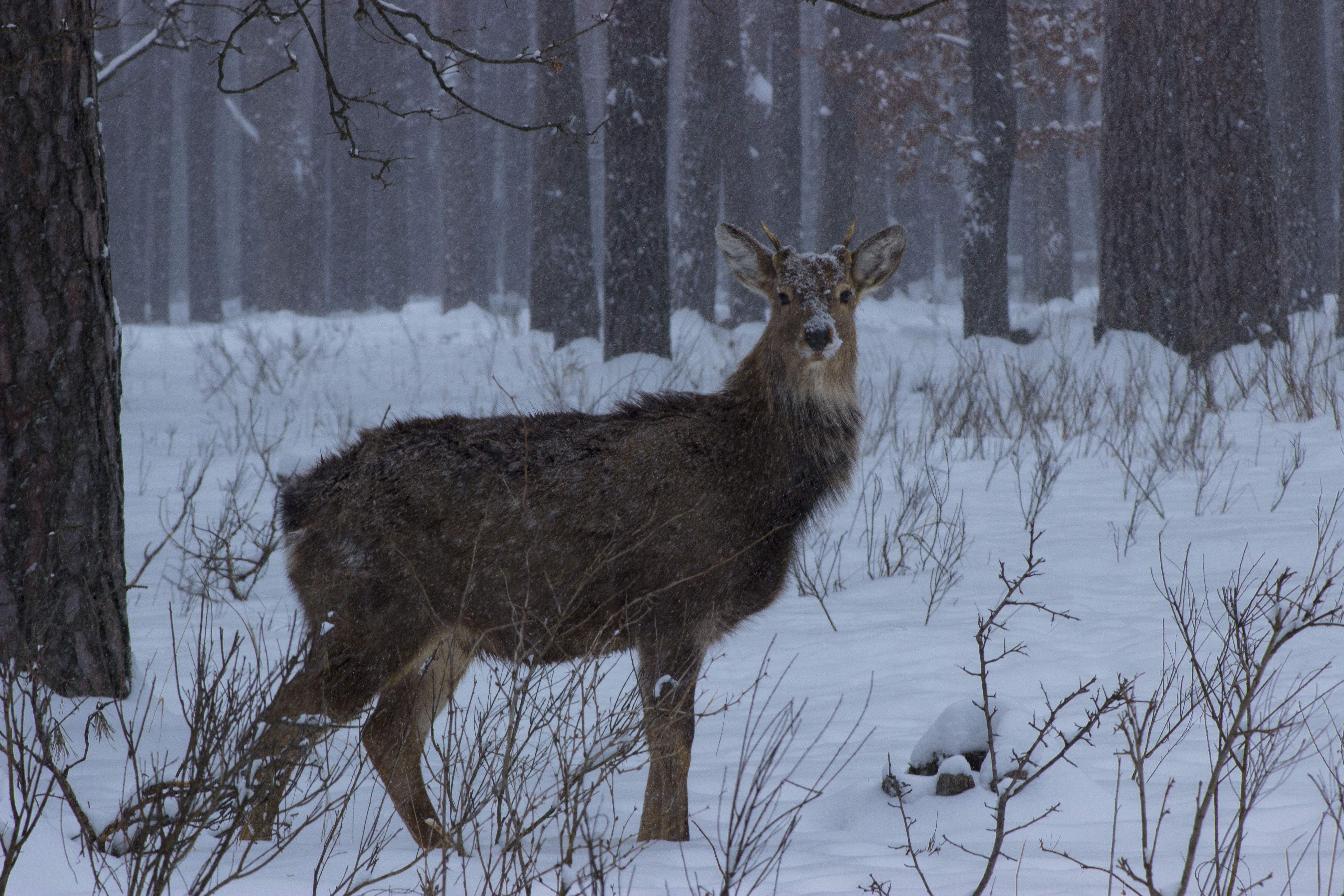
cerf.
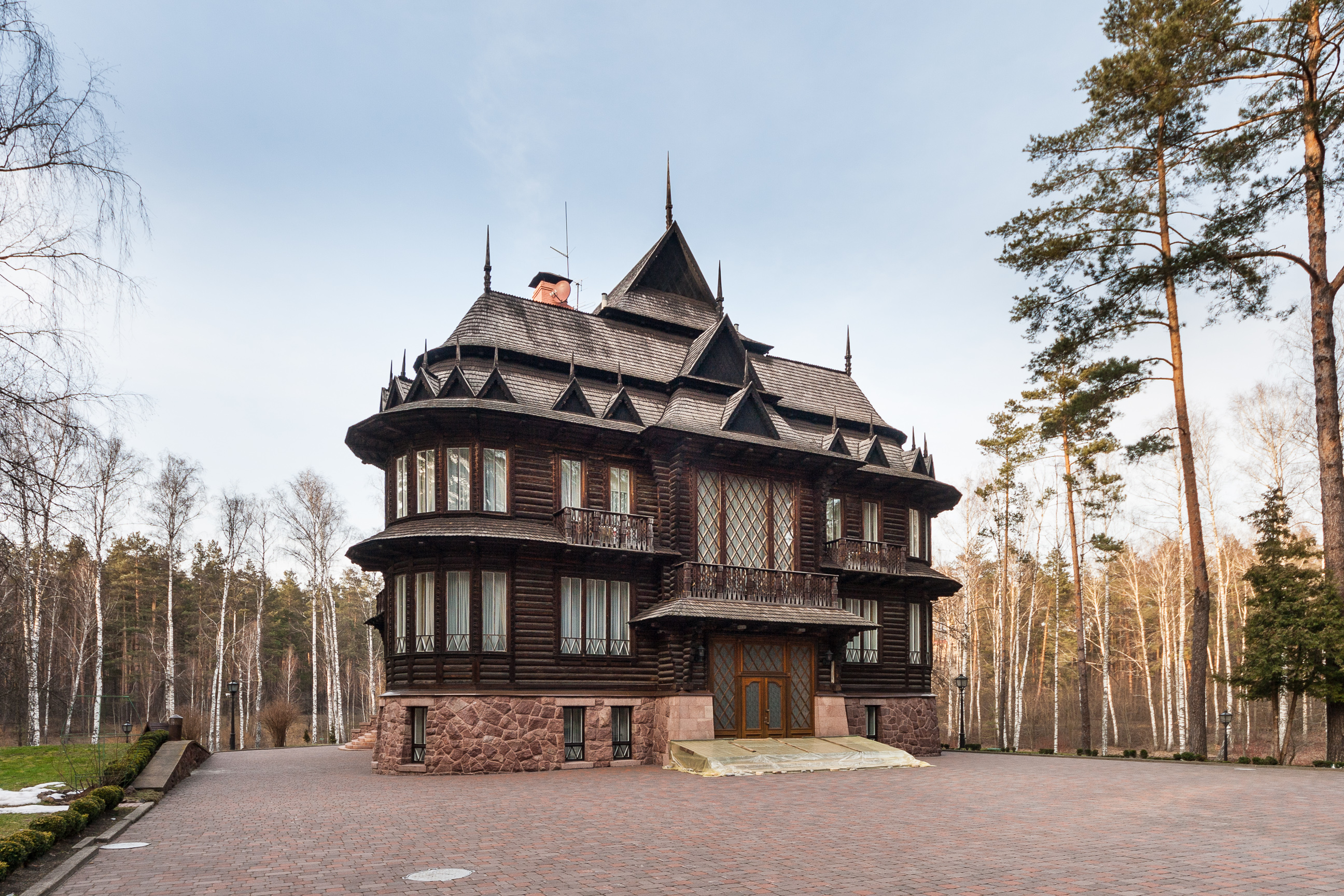
maison dans le parc.